# Луцці
Луцці (італ. Luzzi, сиц. Luzzi) — муніципалітет в Італії, у регіоні Калабрія,  провінція Козенца.
Луцці розташоване на відстані близько 420 км на південний схід від Рима, 70 км на північний захід від Катандзаро, 17 км на північ від Козенци.
Населення — 9468 осіб (2014).
Щорічний фестиваль відбувається 12 лютого та 2 квітня. Покровитель — Francesco di Paola.

## Демографія
Населення за роками:

Станом на 1 січня 2023 року в муніципалітеті офіційно проживало 225 іноземців з 31 країни, серед них 107 громадян країн Євросоюзу та 14 громадян України.

## Сусідні муніципалітети
- Акрі
- Бізіньяно
- Латтарико
- Монтальто-Уффуго
- Розе